# Manuel Marengo Ramos
Manuel Marengo Ramos (Lima, 16 de julio de 1973) es un exfutbolista peruano. Jugaba de defensa central y tiene 51 años. 

## Trayectoria
Fue un futbolista conocido como el "Zorro" por la rapidez y agilidad en el campo. Jugó en varios equipos del Perú como Meteor Sport Club, Deportivo Zúñiga, Alianza Lima, Alianza Atlético, Sporting Cristal, Coronel Bolognesi, entre otros.
Su mejor momento futbolístico los vivió en Sporting Cristal. En 1997 es contratado por el club celeste y jugaría la Copa Libertadores de América donde logró la mejor actuación de un equipo peruano en esta justa copera con el subcampeonato continental. Tuvo grandes actuaciones en canchas argentinas y en los partidos trascendentales de local.
Fue subcampeón del campeonato peruano los años 1998 y 2000. Jugó en el equipo celeste hasta abril del 2002, donde fue separado por el entrenador brasileño Paulo Autuori después de la derrota ante Alianza Lima junto a otros cuatro jugadores.
En el 2011 fue considerado como el mejor defensa de la Segunda División Peruana defendiendo al Atlético Torino.

## Clubes
| Club              | País | Año         |
| ----------------- | ---- | ----------- |
| Meteor Sport Club | Perú | 1990        |
| Deportivo Zúñiga  | Perú | 1991 - 1992 |
| Alianza Lima      | Perú | 1993 - 1994 |
| Alianza Atlético  | Perú | 1995 - 1996 |
| Sporting Cristal  | Perú | 1997 - 2002 |
| Coronel Bolognesi | Perú | 2003        |
| Alianza Atlético  | Perú | 2004        |
| Coronel Bolognesi | Perú | 2005 - 2006 |
| Sport Boys        | Perú | 2007        |
| Cienciano         | Perú | 2008        |
| Juan Aurich       | Perú | 2009        |
| Sport Boys        | Perú | 2010        |
| Atlético Torino   | Perú | 2011 - 2012 |
| Deportivo Coopsol | Perú | 2013        |